# Raketenflugplatz Berlin

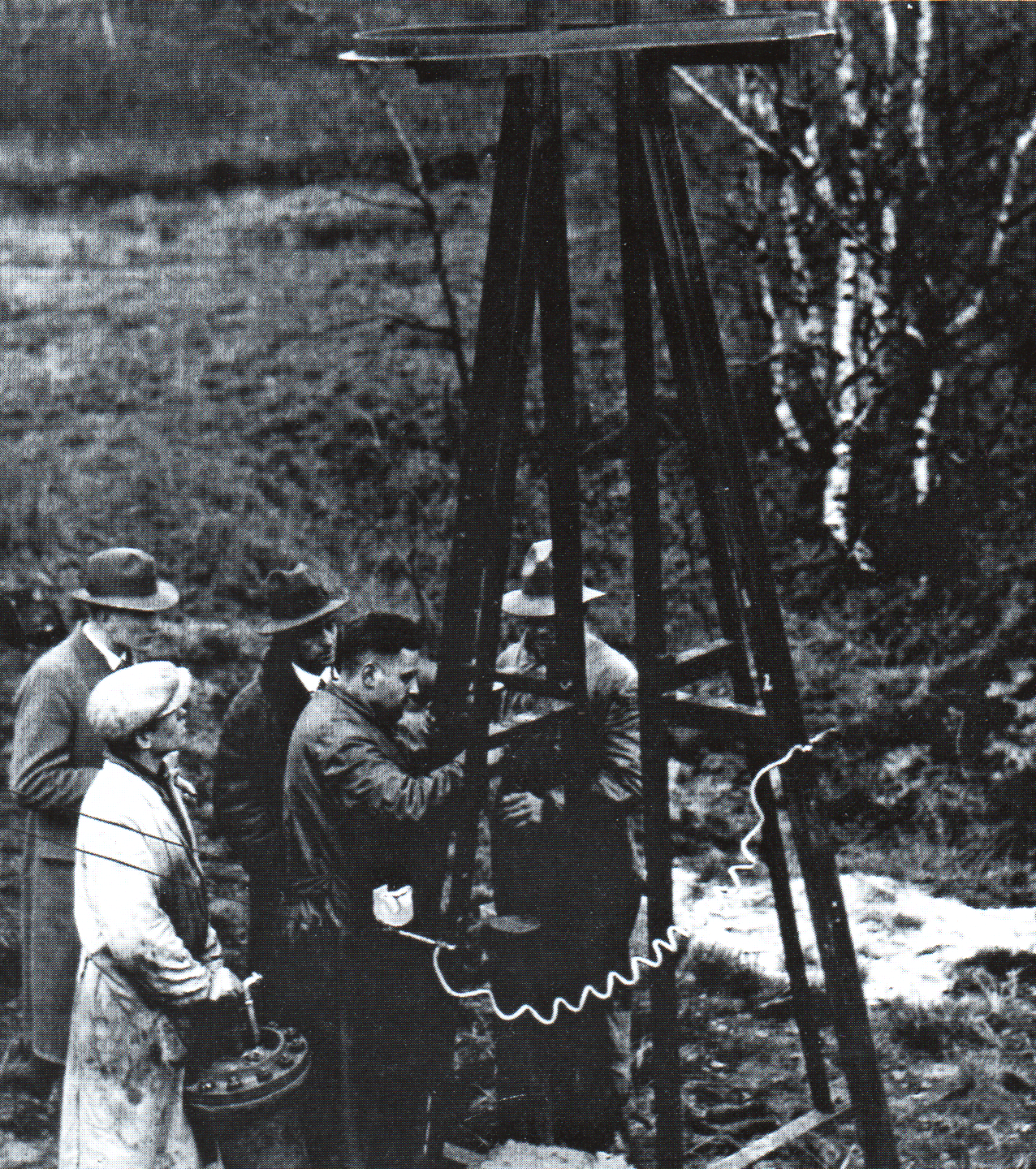
Engel, Ehmayr, Nebel, Riedel und Heinisch Anfang des Jahres 1930 auf dem Raketenflugplatz Berlin

Der Raketenflugplatz Berlin war der Startplatz des Vereins für Raumschiffahrt in Berlin-Tegel. Er wurde am 27. September 1930 auf dem Areal eines einstigen Artillerie-Schießplatzes eingerichtet und zur Entwicklung und Erprobung von Flüssigkeitsraketen genutzt.  Auf dem Gelände entstand der sich ab 1960 entwickelnde Flughafen Tegel.
Gebaut und erprobt wurden hauptsächlich Raketen der Typen Mirak und Repulsor, wobei es häufig Explosionen gab. Die erreichten Gipfelhöhen der Raketen betrugen anfangs nur unter 100 Meter, später wurden Gipfelhöhen von bis zu 4000 Meter erreicht.

## Geschichte
Am 27. September 1930 feierte man im kleinen Kreis die Eröffnung des Raketenflugplatzes Berlin. Damit wurde dieser Ort die weltweit erste Entwicklungsstelle und Startplatz für Flüssigkeitsraketen. Die Vorbereitungen hatten bereits im Frühjahr 1930 begonnen. Rudolf Nebel war es gelungen, den Leiter der Arbeitsgruppe Ballistik im Heereswaffenamt Oberstleutnant Karl Becker von der Leistungsfähigkeit der Oberthschen Entwicklung in den Ufa-Werkstätten Babelsberg zu überzeugen. Das Heereswaffenamt stellte ihm im April 5000 Reichsmark für die Weiterentwicklung einer Flüssigkeitsrakete zur Verfügung. In den Mitteilungen des Vereins für Raumschiffahrt vom Mai 1930 wurde berichtet, dass ein passendes Gelände in der Nähe Berlins bereits zur Verfügung stehe. Allerdings ging die Genehmigung nicht so glatt wie erhofft. Eine Dienststelle des Militärs zog die Freigabe wegen der Nähe zu alten Pulvermagazinen wieder zurück. Anfang September wurde das Gelände auf dem ehemaligen Schießplatz Tegel im Nordosten Berlins doch für Raketenversuche freigegeben. Für eine Pacht von 10,- RM/Jahr erhielt Rudolf Nebel den Schlüssel. Das Gelände lag etwas abseits vom Tegeler Weg (heute Kurt-Schumacher-Damm) und beherbergte einige kleine Gewerbebetriebe. Zwischen grasbewachsenen Hügeln standen ein früheres Wachgebäude sowie einige von Erdwällen umgebene Munitionsbunker. In dem Wachhäuschen richteten sich die Junggesellen wohnlich ein. Auch der Ufa-Prüfstand und die Raketenteile wurden erst einmal dort untergebracht. Mitte November lebten dort neben Nebel Klaus Riedel, Kurt Heinisch und der Mechaniker Wöhle. Im Frühjahr 1931 kamen Hans Bermüller, Paul Ehmayr und Rolf Engel hinzu. Der Autor Willy Ley war bereits seit den Arbeiten am Film Frau im Mond mit dabei. Wernher von Braun kam während seines Ingenieurstudiums nur gelegentlich auf den Platz.
Am 12. März 1931 gab es den ersten erfolgreichen Brennversuch eines Raketenmotors mit flüssigen Brennstoffen ohne Explosionen. Mitte Mai startete vom Raketenflugplatz eine erste Flüssigkeitsrakete, wobei Klaus Riedel inzwischen die Konstruktion weiterentwickelt hatte. Zusammen mit Nebel meldete er hierzu ein Patent an.
Im Oktober 1931 wechselte auch Johannes Winkler von Dessau auf das Testgelände, um seine Rakete Hückel-Winkler-2 zu erproben. Beide Gruppen standen im Wettbewerb. Bis Mai 1932 fanden 85 Raketenstarts und 220 Brennversuche statt.
Im Frühjahr 1932 beobachtete das Heereswaffenamt Raketentests vor Ort und machte das Angebot einer Vorführung auf dem Schießplatz Kummersdorf. Allerdings war die Demonstration ein Fehlstart, das Amt brach alle Kontakte zur Nebel-Gruppe ab, übernahm aber Ende des Jahres Wernher von Braun. Mit seinen gewonnenen Erfahrungen setzte er die Raketenentwicklung in Kummersdorf und Peenemünde fort.
Die Nebel-Gruppe fand mit der Stadt Magdeburg eine neue Finanzierungsquelle. Zudem drückte eine Wasserrechnung von 497 RM. Man plante für das Frühjahr 1933 den Start einer bemannten Rakete. Dafür wurden leistungsstärkere Raketenmotoren entwickelt und erprobt. Ein Gutachten der Chemisch-Technischen Reichsanstalt bestätigte bei einer Messung im April 1933 eine Schubkraft von 115 kg und eine Ausströmgeschwindigkeit von 757 m/s. Es wurden Gipfelhöhen bis zu 4000 m erreicht. Zu den Entwicklern gehörten nun auch Hans Hüter und Helmut Zoike. Der Start einer unbemannten Rakete in Magdeburg verschob sich bis in den Sommer 1933. Aber auch hier gab es einen Fehlstart. Die finanziellen Mittel waren aufgebraucht, letzte Startversuche fanden im September 1933 auf dem Schwielowsee statt.
Nach den ersten Erfolgen in Kummersdorf war das Militär nicht mehr an privaten Raketenentwicklungen interessiert und kündigte im Frühjahr 1934 den Pachtvertrag. Auch geriet Nebel unter Druck, ihm wurde der Pass entzogen und wegen seiner öffentlichen Werbung für ein Raketentorpedo im Juli 1934 für einen Tag in Haft genommen. Im September 1934 wurde das Gelände geräumt, Maschinen und Material im Siemens Dynamo-Werk eingelagert. Erst im Dezember 1938 konnte die Stadt Magdeburg die Liquidierung des Raketenflugtages mit der Verschrottung der Insolvenzmasse abschließen.

## Gedenken
Zur Erinnerung an den ehemaligen Raketenflugplatz befanden sich in der Haupthalle des Flughafens Tegel, genannt Nebelhalle, Reliefporträts der damaligen Raketenpioniere Rudolf Nebel, Hermann Oberth und Wernher von Braun. Sie wurden 2018 entfernt und eingelagert. Der Flughafen Tegel wurde danach geschlossen.